# Tim Wiese
Tim Wiese (pronunciación en alemán: /tɪm ˈviːzə/; Bergisch Gladbach; 17 de diciembre de 1981) es un exfutbolista y luchador profesional alemán que actualmente trabaja para la WWE. Jugaba en la posición de portero y su primer equipo fue el Fortuna Colonia mientras que el último fue el TSG 1899 Hoffenheim. Su carrera futbolística fue hecha enteramente en Alemania, mayormente en la Bundesliga y con el club Werder Bremen. Se retiró en enero del 2014 tras estar un año sin jugar.
En la actualidad, Wiese se dedica a la lucha libre profesional. Desde junio de 2016, está entrenando en el centro de perfeccionamiento de la empresa WWE. El 15 de noviembre de 2014 ya había participado en un evento no-televisado de la WWE que se llevó a cabo en Fráncfort del Meno en su país natal.

## Carrera como futbolista
Jugaba en las ligas juveniles del Bayer Leverkusen antes de trasladarse al Fortuna Colonia,  donde debutó en el primer equipo en el 2000. Fue traspasado al 1. FC Kaiserslautern en la temporada de 2001-02 y sirvió como reserva para Georg Koch y Roman Weidenfeller que era titular. La transferencia de Weidenfeller al Borussia Dortmund hizo que compitiera el puesto con Koch, debutando en la temporada 2002-03, siendo luego reemplazado por Koch tras haber concedido cuatro goles en dos partidos. Después de la sesión de invierno, recuperó el puesto de titular y se convirtió en uno de los porteros más talentosos de la Bundesliga. Él fue considerado como la primera opción durante la temporada 2003-04 a pesar de haber sido expulsado en el segundo partido de la temporada (la única tarjeta roja que había recibido durante su carrera de liga). Seguía siendo el primer portero hasta noviembre de 2004, hasta que fue reemplazado por el veterano Thomas Ernst.
Wiese fue traspasado al Bremen en 2005 y fue el elegido para sustituir al muy veterano Andreas Reinke pero se lesionó de los ligamentos dos veces y faltó la primera parte de la temporada. Debido a otra lesión se perdió el partido ante el VfB Stuttgart, pero siguió siendo el primer portero para el resto de la temporada 2005-06 se retira en 2014  como futbolista para convertirse en luchador profesional en la WWE. Después de una fructífera carrera que produjo 11 convocatorias a la Selección de Alemania, y más de 250 partidos en la Bundesliga, él mismo confesó que el Real Madrid contactó con él para ficharle, pero su padre había fallecido y rechazó la oferta para quedarse con su madre en Alemania.

## Carrera como luchador profesional

### WWE (2016-2017)
Tras realizar una aparición en un evento en vivo en Fráncfort, interferiendo en una lucha entre The Usos Vs. Gold & Stardust en favor de los Usos, en junio de 2016 se oficializó su contratación a través de Twitter. Wiese inició de inmediato su entrenamiento en el performance center de la empresa. El 3 de noviembre de 2016 debuta en WWE Live en Munich derrotando a Bo Dallas y Primo & Epico haciendo equipo con Cesaro y Sheamus.

## Selección nacional
Ha sido internacional con la selección de fútbol de Alemania y ha jugado 6 partidos internacionales.

### Participaciones en Copas del Mundo
| Copa              | Sede      | Resultado    | Partidos | Goles |
| ----------------- | --------- | ------------ | -------- | ----- |
| Copa Mundial 2010 | Sudáfrica | Tercer lugar | 0        | 0     |

### Participaciones en Eurocopas
| Copa          | Sede              | Resultado   | Partidos | Goles |
| ------------- | ----------------- | ----------- | -------- | ----- |
| Eurocopa 2012 | Polonia · Ucrania | Semifinales | 0        | 0     |

## Estadísticas

### Clubes
| Club                                                                                            | Div.          | Temporada     | Liga  | Liga  | Copa de Alemania | Copa de Alemania | Copa de la Liga | Copa de la Liga | Torneos internacionales(1) | Torneos internacionales(1) | Total | Total |
| Club                                                                                            | Div.          | Temporada     | Part. | Goles | Part.            | Goles            | Part.           | Goles           | Part.                      | Goles                      | Part. | Goles |
| ----------------------------------------------------------------------------------------------- | ------------- | ------------- | ----- | ----- | ---------------- | ---------------- | --------------- | --------------- | -------------------------- | -------------------------- | ----- | ----- |
| S. C. Fortuna Colonia · Alemania                                                                | 4.ª           | 2000-01       | 2     | 0     | 1                | 0                | —               | —               | —                          | —                          | 3     | 0     |
| S. C. Fortuna Colonia · Alemania                                                                | 4.ª           | 2001-02       | 21    | 0     | 0                | 0                | —               | —               | —                          | —                          | 21    | 0     |
| S. C. Fortuna Colonia · Alemania                                                                | Total club    | Total club    | 23    | 0     | 1                | 0                | —               | —               | —                          | —                          | 24    | 0     |
| 1. F. C. Kaiserslautern II · Alemania                                                           | 4.ª           | 2001-02       | 11    | 0     | —                | —                | —               | —               | —                          | —                          | 11    | 0     |
| 1. F. C. Kaiserslautern II · Alemania                                                           | 4.ª           | 2002-03       | 4     | 0     | —                | —                | —               | —               | —                          | —                          | 4     | 0     |
| 1. F. C. Kaiserslautern II · Alemania                                                           | Total club    | Total club    | 15    | 0     | —                | —                | —               | —               | —                          | —                          | 15    | 0     |
| 1. F. C. Kaiserslautern · Alemania                                                              | 1.ª           | 2002-03       | 21    | 0     | 5                | 0                | —               | —               | —                          | —                          | 26    | 0     |
| 1. F. C. Kaiserslautern · Alemania                                                              | 1.ª           | 2003-04       | 30    | 0     | 1                | 0                | —               | —               | 2                          | 0                          | 33    | 0     |
| 1. F. C. Kaiserslautern · Alemania                                                              | 1.ª           | 2004-05       | 14    | 0     | 0                | 0                | —               | —               | —                          | —                          | 14    | 0     |
| 1. F. C. Kaiserslautern · Alemania                                                              | Total club    | Total club    | 65    | 0     | 6                | 0                | —               | —               | 2                          | 0                          | 73    | 0     |
| S. V. Werder Bremen · Alemania                                                                  | 1.ª           | 2005-06       | 15    | 0     | 0                | 0                | 1               | 0               | 2                          | 0                          | 18    | 0     |
| S. V. Werder Bremen · Alemania                                                                  | 1.ª           | 2006-07       | 31    | 0     | 0                | 0                | 1               | 0               | 12                         | 0                          | 44    | 0     |
| S. V. Werder Bremen · Alemania                                                                  | 1.ª           | 2007-08       | 31    | 0     | 3                | 0                | 1               | 0               | 10                         | 0                          | 45    | 0     |
| S. V. Werder Bremen · Alemania                                                                  | 1.ª           | 2008-09       | 29    | 0     | 5                | 0                | —               | —               | 12                         | 0                          | 46    | 0     |
| S. V. Werder Bremen · Alemania                                                                  | 1.ª           | 2009-10       | 31    | 0     | 6                | 0                | —               | —               | 10                         | 0                          | 47    | 0     |
| S. V. Werder Bremen · Alemania                                                                  | 1.ª           | 2010-11       | 29    | 0     | 1                | 0                | —               | —               | 7                          | 0                          | 37    | 0     |
| S. V. Werder Bremen · Alemania                                                                  | 1.ª           | 2011-12       | 28    | 0     | 1                | 0                | —               | —               | —                          | —                          | 29    | 0     |
| S. V. Werder Bremen · Alemania                                                                  | Total club    | Total club    | 194   | 0     | 16               | 0                | 3               | 0               | 53                         | 0                          | 266   | 0     |
| T. S. G. 1899 Hoffenheim · Alemania                                                             | 1.ª           | 2012-13       | 10    | 0     | 1                | 0                | —               | —               | —                          | —                          | 11    | 0     |
| T. S. G. 1899 Hoffenheim · Alemania                                                             | 1.ª           | 2013-14       | 0     | 0     | 0                | 0                | —               | —               | —                          | —                          | 0     | 0     |
| T. S. G. 1899 Hoffenheim · Alemania                                                             | Total club    | Total club    | 10    | 0     | 1                | 0                | —               | —               | —\|                        | —\|                        | 11    | 0     |
| S. S. V. Dillingen · Alemania                                                                   | 8.ª           | 2016-17       | 1     | 0     | 0                | 0                | —               | —               | —                          | —                          | 1     | 0     |
| Total carrera                                                                                   | Total carrera | Total carrera | 308   | 0     | 24               | 0                | 3               | 0               | 55                         | 0                          | 390   | 0     |
| (1) Incluye datos de la Copa de la UEFA, Liga de Campeones de la UEFA y Liga Europa de la UEFA. |               |               |       |       |                  |                  |                 |                 |                            |                            |       |       |

## Palmarés

### Campeonatos nacionales
| Título                | Club                | País     | Año  |
| --------------------- | ------------------- | -------- | ---- |
| Copa de la Liga       | S. V. Werder Bremen | Alemania | 2006 |
| Copa de Alemania      | S. V. Werder Bremen | Alemania | 2009 |
| Supercopa de Alemania | S. V. Werder Bremen | Alemania | 2009 |

### Distinciones individuales
| Distinción             | Año  |
| ---------------------- | ---- |
| Silbernes Lorbeerblatt | 2010 |